# Acacia plumosa
Acacia plumosa  es una especie de planta medicinal,  nativa de Brasil (donde es llamada uña de gato).

## Descripción
Es un arbusto perenne, comportándose como maleza.

## Toxicidad
Acacia plumosa puede contener derivados de la dimetiltriptamina y glucósidos cianogénicos, cuya ingestión puede suponer un riesgo para la salud.

## Taxonomía
Acacia plumosa fue descrita por  Richard Thomas Lowe y publicado en Botanical Magazine pl. 3366. 1834.
Etimología
Ver: Acacia: Etimología
plumosa: epíteto latino que significa "con plumas".